# Commandes de vol électriques
Pour les articles homonymes, voir FBW.
Les commandes de vol électriques (en anglais : fly-by-wire (FBW)) sont un système qui remplace les traditionnelles commandes de vol mécaniques d'un avion, par un ensemble de dispositifs incluant des équipements électroniques et dans certains cas informatiques. On parle alors également de commandes de vol numériques.
En aviation, les commandes de vol sont le système faisant le lien entre le pilote et les gouvernes aérodynamiques, qui permettent de modifier l'attitude et la trajectoire de l'avion. Ce système est composé d'organes de pilotage (manche par exemple), d'actionneurs de gouvernes (servocommandes, ou vérins hydrauliques ou électriques), et d'un système de transmission plus ou moins sophistiqué qui les relie.
Sur un avion à commandes de vol électriques, les ordres provenant des organes de pilotage sont convertis en signaux électriques, et envoyés vers des calculateurs chargés d'élaborer des commandes pour chaque actionneur de gouverne. Ces calculateurs exploitent également des données provenant de capteurs de l'avion (centrales à inertie, sondes Pitot, etc.).

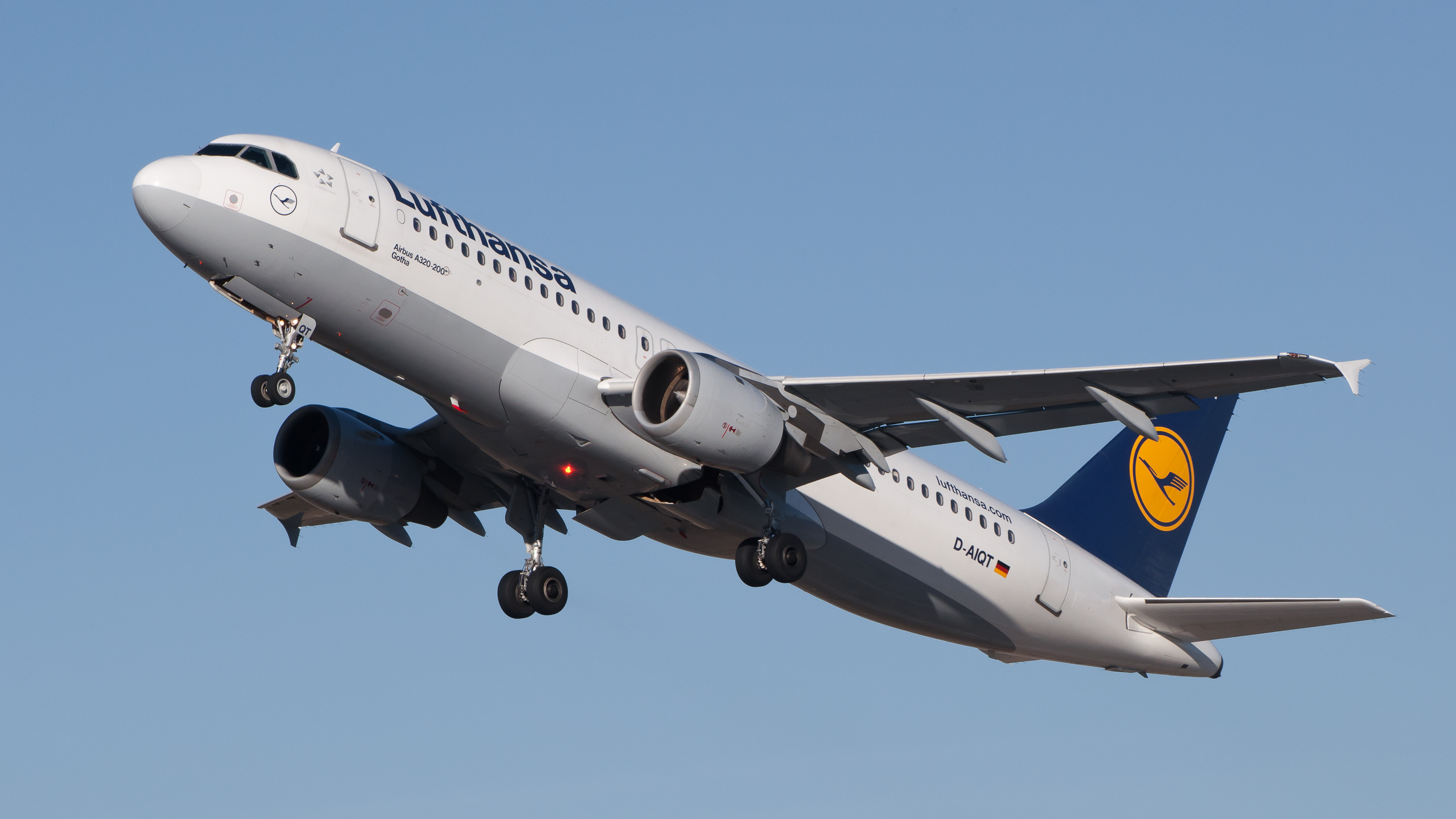
L'A320, premier avion commercial entièrement équipé de commandes de vol numériques.

Les commandes de vols électriques sont apparues en 1958 sur l'Avro Canada CF-105 Arrow, puis sur les avions de ligne avec le Concorde (commandes de vol électroniques partielles) et l'Airbus A320 (commandes de vol numériques complètes).

## Historique
Sur les premiers avions, et aujourd’hui encore sur les avions légers, les liaisons entre le manche, le palonnier, et les différentes gouvernes (ailerons, profondeur, direction) étaient réalisées à l’aide de tringles ou de câbles, et le pilote exerçait directement sa force sur les gouvernes.
Lorsque les avions sont devenus plus lourds, les constructeurs ont ajouté des systèmes hydrauliques d’assistance, permettant ainsi de démultiplier l'effort du pilote. De nouveaux besoins ont alors émergé :
- alléger les systèmes de transmission mécaniques des ordres aux gouvernes ;
- compenser la perte de la sensation des efforts aérodynamiques par le pilote au travers du manche, inhérente à l'assistance hydraulique ;
- augmenter la stabilité d'avions naturellement instables.

Ces fonctionnalités ont d'abord été remplies en intercalant des calculateurs analogiques entre les organes de pilotage et les actionneurs des gouvernes, et en reliant ces différents éléments par des câblages électriques et non plus des timoneries mécaniques. Par la suite, des calculateurs numériques ont été utilisés.

En parallèle, la fiabilité de ces systèmes a progressivement autorisé la suppression de la liaison mécanique, pourtant perçue comme un élément important de la sécurité.

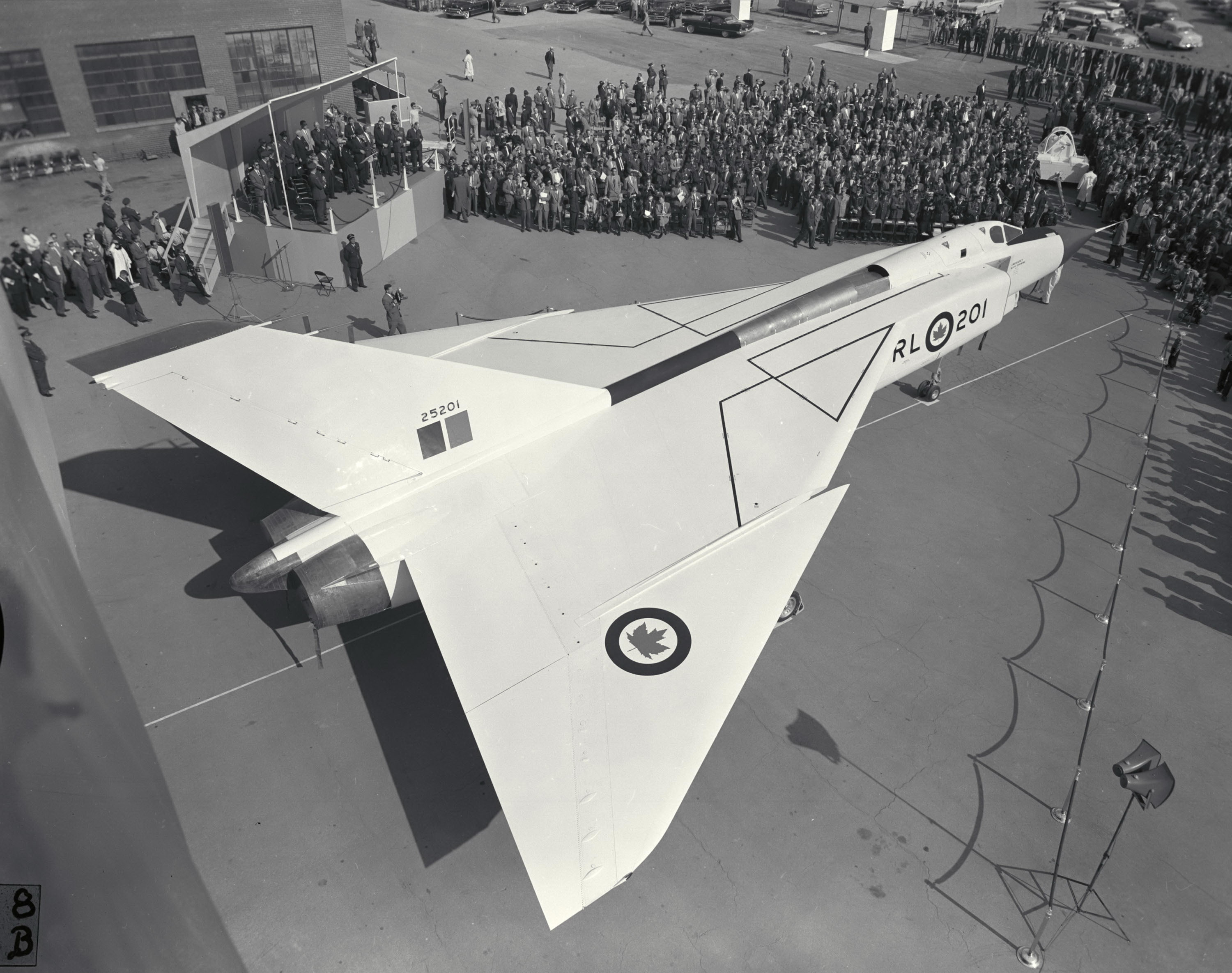
Avro Arrow 1958

Quelques avions expérimentaux ont été équipés d'un tel système. Notamment en 1984 le Grumman X-29 doté d'une aile en flèche inversée sur lequel il aurait été sans doute impossible de voler sans. 
Le premier avion non expérimental à être équipé de commandes de vol électriques est l'Avro Canada CF-105 Arrow, un intercepteur qui vola pour la première fois en 1958,. Le Mirage IV est également un précurseur des commandes de vols électriques (au niveau de la dérive), en 1964. Les premiers avions militaires à en être entièrement équipés en série sont les F-15 puis F-16 au début des années 1970, puis les Sukhoï Su 27 en 1977 lors de son premier vol entré en service en 1985 et le Mirage 2000C en 1978 lors de son premier vol entré en service en 1984.
Le Concorde est le premier à exploiter cette technologie dans le domaine du transport commercial, avec des commandes de vol électroniques analogiques. Par la suite, les commandes numériques sont expérimentées sur un F-8C Crusader appelé F-8 Digital Fly-By-Wire le 25 mai 1972.
En 1984, l'Airbus A320 devient le premier avion commercial dont les commandes sont entièrement numériques. Boeing, plus récemment, a introduit les commandes de vol électriques à partir du 777. Le Falcon 7X est en 2005 le premier avion d'affaires équipé de commandes de vol entièrement numériques.

## Principe et intérêt
Un système de commandes de vol électriques comprend :
- Des organes de pilotage (notamment le manche et le palonnier), dont la position est mesurée par des capteurs, et convertie en un signal électrique. L'effort physique nécessaire pour actionner ces commandes est très faible, et certains constructeurs ont pu alors remplacer le manche traditionnel par un simple minimanche latéral (Airbus A320, A330, A340, A380, A350). L'ordre du pilote automatique[6] est également pris en compte.
- Un ensemble de calculateurs redondants, qui font l'acquisition des commandes pilotes, ainsi que de données provenant de différents capteurs de l'avion : capteurs inertiels, sondes anémo-baro-clinométriques (incluant les tubes Pitot), etc. Sur la base de ces entrées, ces calculateurs élaborent les ordres envoyés aux actionneurs de chaque gouverne.
- Un ensemble d'actionneurs hydrauliques ou électriques de gouvernes.
  - Les actionneurs hydrauliques sont, à puissance égale, plus lourds que les moteurs électriques (il faut inclure le poids du générateur de pression et le poids de la tuyauterie ou des fils transmettant la puissance) ; ils sont par contre plus rapides ce qui explique leur emploi encore très courant, notamment pour les commandes de vol primaires (gouverne de profondeur, ailerons, gouverne de direction).
  - Les actionneurs électriques sont plus facilement utilisés au niveau des volets et du plan horizontal, dont les mouvements sont lents.
- Des systèmes de transmission des données entre commandes, capteurs, calculateurs et actionneurs.

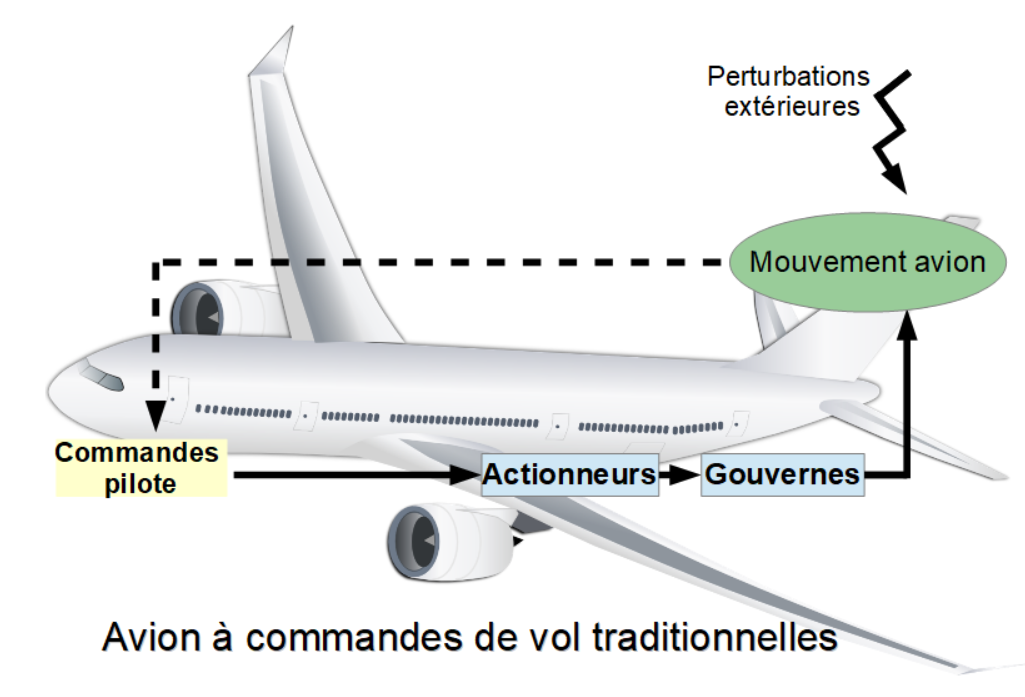
Principe des commandes de vol traditionnelles

L'introduction des commandes de vol électriques a permis de modifier la tâche du pilote :

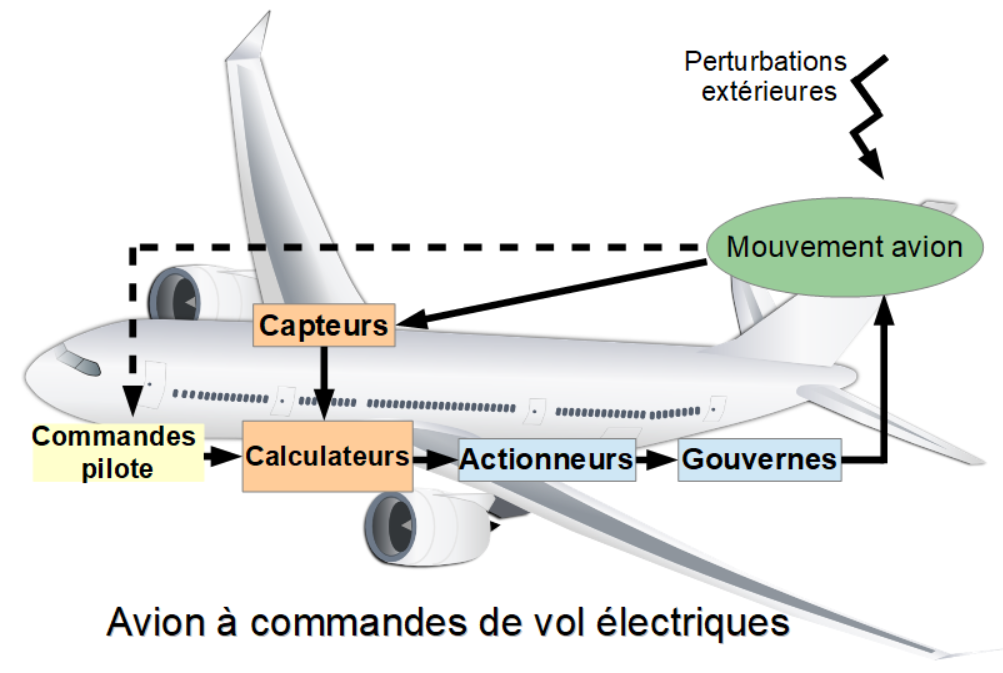
Principe des commandes de vol électriques

- Sur un avion à commandes de vol traditionnelles, le pilote contrôle l'avion en commandant un déplacement des gouvernes sur la base de ses sensations (vision de l'extérieur, lecture des instruments, retour d'effort dans le manche, perception des accélérations)

- Sur un avion à commandes de vol électriques, le pilote contrôle l'avion en commandant une consigne de type (facteur de charge, vitesse de roulis, etc.), laissant aux calculateurs le soin d'envoyer les ordres adéquats aux actionneurs des gouvernes en fonction de l’altitude, de la vitesse, etc. L'avion se comporte alors comme un système asservi au sens de l'automatique.

## Fonctionnalités
Les calculateurs de commandes de vol réalisent classiquement :
- L'homogénéisation de la réponse de l'avion à iso-ordre pilote, quel que soit le point de vol (altitude, vitesse) de l'avion
- La stabilisation et la compensation de l'avion[7]
- La protection du domaine de vol : l'avion est notamment protégé contre le décrochage, la survitesse, et les attitudes excessives (notamment l'inclinaison et l'assiette)[8]. Cette fonctionnalité fait l'objet de différences de philosophie entre les deux principaux avionneurs du marché, chacune ayant ses détracteurs et défenseurs[9] :
  - Boeing permet de transgresser ces limites par pression au-delà d'une butée ;
  - Airbus empêche toute évolution au-delà des limites de sécurité.
- Le vote des paramètres fournis par les capteurs. En effet, pour offrir un niveau de sécurité suffisant, les capteurs exploités par le système de commandes de vol doivent généralement être redondés, les calculateurs de commandes de vol électriques étant à même de choisir la valeur qui leur semble la plus pertinente et de ne plus tenir compte d'un capteur s'il est suspecté en panne.

Les lois de commandes de vol permettent sur certains avions de réaliser des fonctions supplémentaires :
- la gestion automatique des gouvernes secondaires : par exemple, sortie automatique des aérofreins lors de l'atterrissage ;
- la limitation des charges structurales sur certains éléments de l'avion (voilure, etc.) ;
- la récupération automatique de la trajectoire en cas de risque de collision avec le sol[10] ;
- le contrôle actif des vibrations, notamment pour améliorer le confort.

Dans le cas d'une panne de certains capteurs, calculateurs ou actionneurs, la reconfiguration automatique du système de commandes de vol est généralement prévue. Néanmoins, certaines fonctionnalités (par exemple, la protection du domaine de vol) peuvent être perdues ou dégradées.

## Application dans le domaine militaire

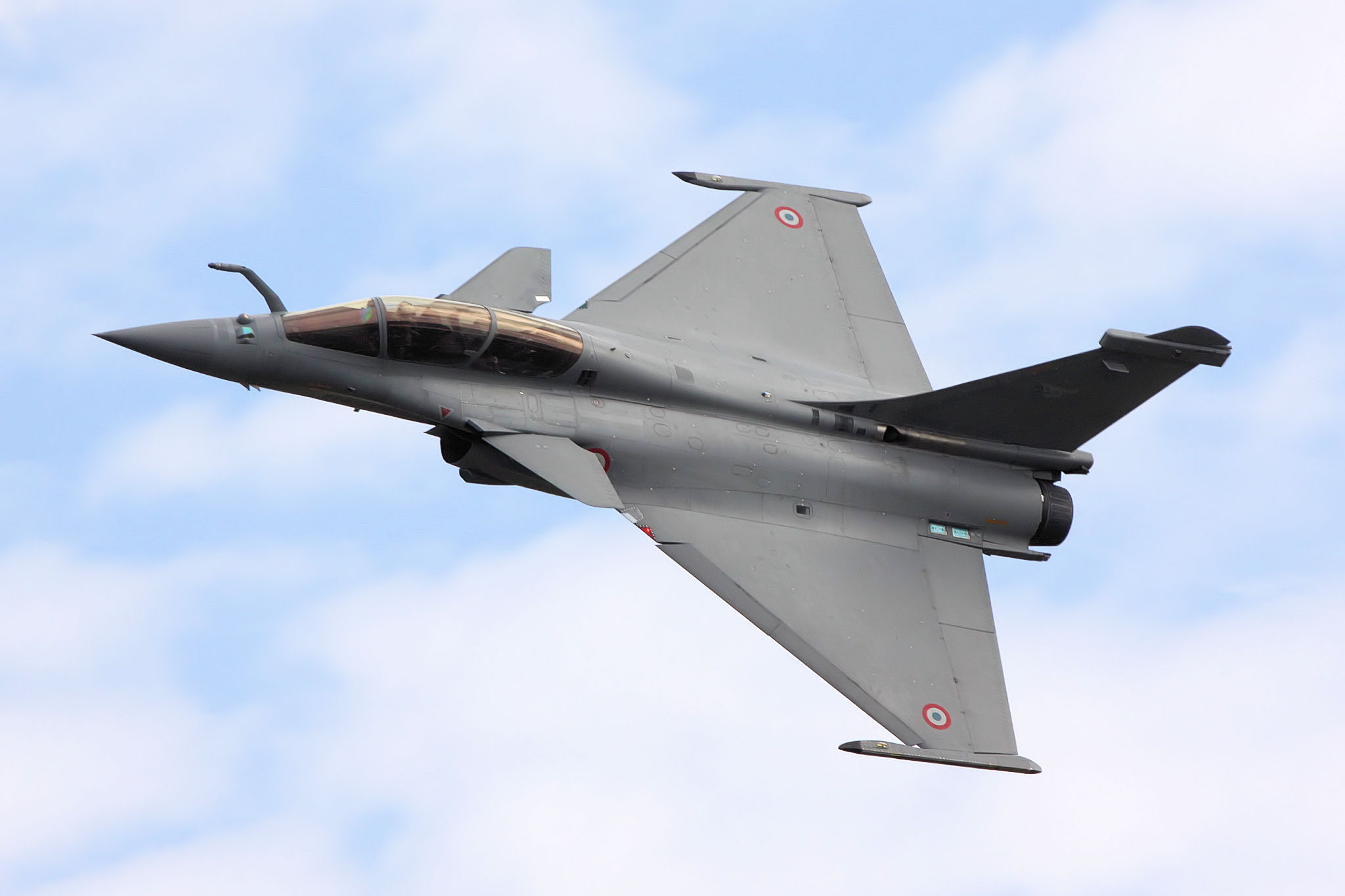
Le Rafale est équipé de commandes de vol numériques.

La présence de commandes électriques pilotées par un calculateur permet de construire des avions normalement instables (l’avion ne revient pas à une position d’équilibre à la suite d'une perturbation).
La réduction des surfaces stabilisant l’avion sur sa trajectoire permet de réduire le poids de l’avion et sa signature radar mais a surtout pour conséquence l’amélioration considérable de la manœuvrabilité. L’avion peut alors effectuer des manœuvres rapides en situation de combat aérien (taux de roulis exceptionnel) et tenter ainsi de sortir du domaine de tir d’un missile ennemi.